# Todur Zanet
Todur Zanet, niekiedy Fedor Ivanoviç Zanet (ros. Фёдор Иванович Занет; ur. 1958 w Kongazie) – gagauski dziennikarz, publicysta, tłumacz, poeta, dramaturg oraz folklorysta. W latach 197-1982 studiował na Politechnice Kiszyniowskiej, a w latach 1987-1990 na Uniwersytecie Marksizmu-Leninizmu Komunistycznej Partii Mołdawii. Jest redaktorem naczelnym gagauskiej gazety Ana Sözü (Ojczyste Słowo). Wydaje publikację w języku gagauskim, takie jak: Şen oynêr gagauzlar, Sana sevdam, Baaşış, Zamanêrsın evim.

## Wybrane publikacje
- Zamanêêrsın, evim! (1989)
- Böcecik (1991)
- Akardı batıya güneş (1993)
- Akar yıldız (1998)
- Dramaturgiya (2006)
- GAGAUZLUK: Kultura, Ruh, Adetlär (2010)
- Onnar geldi sabaa karşı… (2014)
- Benim bir kabaatsız kırılan GAGAUZ Halkıma REKVİEM (2015)